# Thymoites minero
Thymoites minero là một loài nhện trong họ Theridiidae.
Loài này thuộc chi Thymoites. Thymoites minero được miêu tả năm 1992 bởi Roth.